# Urenyi járás

Az Urenyi járás a Nyizsnyij Novgorod-i területen

Az Urenyi járás (oroszul: Уренский район) Oroszország egyik járása a Nyizsnyij Novgorod-i területen. Székhelye Ureny.

## Népesség
- 1989-ben 36 847 lakosa volt.
- 2002-ben 32 045 lakosa volt.
- 2010-ben 30 106 lakosa volt, melynek 97,2%-a orosz.